# Arjen Lucassen
Arjen Anthony Lucassen (3 d'abril de 1960) és un músic i compositor holandès de metal progressiu. Més conegut per ser el creador del projecte musical titulat Ayreon.

## Biografia
Lucassen va començar la seva carrera l'any 1980 com a guitarrista i vocalista de suport de la banda holandesa Bodine com a Iron Anthony; més endavant, el 1984, va formar part de Vengeance. Passats vuit anys va deixar la banda, volent prendre una direcció més "progressiva" de la música, realitzant dos anys més tard un àlbum poc reeixit titulat Pools of Sorrow, Waves of Joy sota el pseudònim de Anthony.
El 1995, Lucassen va publicar Ayreon: The Final Experiment, en el qual va escriure i compondre cada cançó. Aquest àlbum el va conduir a la creació del projecte de metal progressiu titulat Ayreon, el qual va establir a Lucassen com a notable compositor d'òperes rock. Lucassen també es va involucrar en altres projectes reeixits com a creador, músic i compositor com Star One, Guilt Machine, Ambeon i Stream of Passion. Escriu i compon la majoria de cançons, però deixa les lletres a altres membres a alguns dels projectes.
Arjen Lucassen toca una gran varietat d'instruments, principalment la guitarra i el teclat, tanmateix també toca el baix, el banjo entre d'altres. En general, en la seva carrera incloent les seves bandes i projectes és l'instrumentista principal, director, força creativa. Lucassen ha publicat vint àlbums d'estudi, dos directes, quatre EPs i disset senzills. També ha fet moltes participacions menors al costat d'altres artistes com Shadow Gallery, After Forever i Within Temptation. El nombre de discs d'estudi en els quals hi participa Lucassen són més de 50.
Des de la creació d'Ayreon, Lucassen ha anat guanyant progressivament notorietat al món de la crítica de rock i metal, alguns d'ells tractant-lo com a geni elogiant les seves habilitats compositives.

## Discografia
| Solo - Pools of Sorrow, Waves of Joy (1994) - Lost in the New Real (2012) Ambeon - Fate of a Dreamer (2001) Ayreon - The Final Experiment (1995) - Actual Fantasy (1996) - Into the Electric Castle (1998) - Universal Migrator Part 1: The Dream Sequencer (2000) - Universal Migrator Part 2: Flight of the Migrator (2000) - The Human Equation (2004) - 01011001 (2008) - The Theory of Everything (2013) | Bodine - Bold and Brass (1982) - Three Times Running (1983) Guilt Machine - On This Perfect Day (2009) Star One - Space Metal (2002) - Victims of the Modern Age (2010) Stream of Passion - Embrace the Storm (2005) Vengeance - Vengeance (1984) - We Have Ways to Make You Rock (1986) - Take It or Leave It (1987) - Arabia (1989) Uncredited - Strange Hobby (1996) |